# Ципріян Лахницький
Ципріян Лахницький (пол. Cyprian Lachnicki 1824, с. Лахнов, Гродненська губернія — 27 грудня 1906, Варшава) — польський колекціонер, художник-аматор, багаторічний директор Художньої школи (нині Академія образотворчих мистецтв), почесний директор Музею витончених мистецтв у Варшаві (тепер Національний музей).

## Життєпис
Представник польського дворянського роду Лахницьких. Молоді роки провів у Санкт-Петербурзі, де його захопленням стало колекціонування творів мистецтва, малярство, поглиблене вивчення стародавнього мистецтва і придбання навичок музейного працівника. Був членом Імператорського товариства заохочення мистецтв (з 1847), а з 1848 працював в Ермітажі, де займався каталогізацією творів мистецтва.
Після повернення до Польщі Лахницький оселився у Варшаві. Користуючись довірою царської влади, займав низку відповідальних посад.
Протягом 37 років (1867—1904) керував варшавськими Класами малюнка, а пізніше Художньою школою — єдиним на той час художнім навчальним закладом в Польщі. У 1904 вийшов на пенсію.
Одночасно з 1876 по 1904 був почесним директором варшавського Музею витончених мистецтв. За цей час провів роботи з упорядкування зібрання експонатів, організовував виставки, займався будівництвом споруди для нового музею.

## Колекціонування
Лахницький колекціонував, в основному, живопис, малюнки і графіку, особливо великих майстрів XVI–XVII століть (Дюрера, Рембрандта, Г. Гольціуса та ін.), відомих польських художників (Яна Левицького, Ципріана Норвіда, Генрика Редліха), цікавили його гравюри, пейзажна графіка XIX століття, фотографії та багато ін.
Зібрану за роки життя колекцію з 138 картин, 83 малюнків, 140 гравюр, великої кількості репродукцій і фотографій, заповів після смерті Музею образотворчих мистецтв у Варшаві. При цьому, однією з умов було спорудження нової будівлі для музею.